# Правителство на Никола Мушанов 1, 2 и 3
Първото, второто и третото правителство на Никола Мушанов са четиридесет и осмо, четиридесет и девето и петдесето правителство на Царство България, назначени с Укази № 7, № 3 и № 3 от 7 септември 1931 г., 12 октомври 1931 г. и 31 декември 1932 г. на цар Борис III. Управлява страната до 19 май 1934 г., след което е наследено от първото правителство на Кимон Георгиев.

## Политика
В съответсвие с предизборната си програма кабинетът дава пълна свобода на печата. През 1932 г. е обявена амнистия, която позволява на емигриралите през 1923 г. земеделски ръководители да се върнат в страната и да се включат в политическата борба (БЗНС „Александър Стамболийски“). В същото време Народното събрание гласува нова добавка към „Закона за защита на държавата“. Запазени са старите структури на полицията и Обществената безопасност, продължава безкомпромисната борба срещу комунистите.
Основен въпрос за разрешаване във вътрешната политика на правителството е излизане на страната от икономическата криза. Опитите тя да бъде омекотена с външната помощ завършват с частичен успех – на проведената през 1932 г. конференция в Лозана. България получава разсрочка на плащанията си по репарационния дълг. През три годишното си управление на Народния блок настъпват редица промени сред политическите сили в страната. В унисон с международните тенденции за засилване влиянието на фашистката идеология в обществения живот възниква Национално социално движение на бившия министър-председател професор Александър Цанков, което за крато време спечелва голям брой гласоподаватели. Привържениците на авторитарната идеология са и част от българските офицери, обединени в политическия кръг „Звено“, както и някои младежки организации – Съюзът на българските национални легиони, Българската родна защита и др.
С надеждата за връщане на Западна Тракия в българските предели, външната политика на Народния блок дава приоритет на връзките с Франция и Югославия. Основано е българо-югославско дружество, проведени са две срещи между цар Борис III и крал Александър. Една година по-късно отношението между двете страни отново охладнява поради влизането на Югославия в т.нар. Балкански пакт (Румъния, Гърция и Турция). Целта на пакта е да се намерят военни гаранции срещу евентуалните опити на България да промени границите си, определени ѝ от Ньойския договор.
В началото на 1934 г. противоречията в Народния блок се засилват. Борбата е главно между Демократическата партия и земеделците. Последните не са доволни от министерските кресла, предоставени им в правителството, и от предприетите в селското стопанството мерки за излизане от кризата. На 15 май 1934 г. д-р Мушанов подава оставката на кабинета.

## Съставяне
Кабинетът, оглавен от Никола Мушанов, е образуван от политически дейци на „Народния блок“ (Демократическата партия, БЗНС „Врабча 1“, БЗНС „Димитър Драгиев“, БЗНС „Стара Загора“, Радикалната и Националлибералната партия).

### Кабинет
Сформира се от следните 10 министри:
| министерство                                | име | име                 | партия                   |
| ------------------------------------------- | --- | ------------------- | ------------------------ |
| министър-председател                        |     | Никола Мушанов      | Демократическа партия    |
| вътрешни работи и народно здраве            |     | Александър Гиргинов | Демократическа партия    |
| външни работи и изповедания                 |     | Никола Мушанов      | Демократическа партия    |
| народно просвещение                         |     | Константин Муравиев | БЗНС „Врабча 1“          |
| финанси                                     |     | Стефан Стефанов     | Демократическа партия    |
| правосъдие                                  |     | Димитър Върбенов    | Националлиберална партия |
| война                                       |     | Александър Кисьов   | военен                   |
| търговия, промишленост и труда              |     | Георги Петров       | Националлиберална партия |
| земеделие и държавни имоти                  |     | Димитър Гичев       | БЗНС „Врабча 1“          |
| обществени сгради, пътища и благоустройство |     | Георги Йорданов     | БЗНС „Врабча 1“          |
| железници, пощи и телеграфи                 |     | Стоян Костурков     | Радикална партия         |

### Промени в кабинета

#### от 7 септември 1932
| министерство                                | име | име          | партия          |
| ------------------------------------------- | --- | ------------ | --------------- |
| обществени сгради, пътища и благоустройство |     | Вергил Димов | БЗНС „Врабча 1“ |

#### от 31 декември 1932
| министерство                   | име | име                   | партия                |
| ------------------------------ | --- | --------------------- | --------------------- |
| правосъдие                     |     | Никола Мушанов (упр.) | Демократическа партия |
| търговия, промишленост и труда |     | Димитър Гичев         | БЗНС „Врабча 1“       |
| земеделие и държавни имоти     |     | Константин Муравиев   | БЗНС „Врабча 1“       |
| народно просвещение            |     | Димитър Гичев (упр.)  | БЗНС „Врабча 1“       |

#### от 19 януари 1933
| министерство        | име | име             | партия                   |
| ------------------- | --- | --------------- | ------------------------ |
| народно просвещение |     | Атанас Бояджиев | Националлиберална партия |
| правосъдие          |     | Йордан Качаков  | Националлиберална партия |

#### от 5 май 1934
| министерство                | име | име                   | партия                |
| --------------------------- | --- | --------------------- | --------------------- |
| железници, пощи и телеграфи |     | Никола Мушанов (упр.) | Демократическа партия |

#### от 9 май 1934
| министерство | име | име          | партия |
| ------------ | --- | ------------ | ------ |
| война        |     | Атанас Ватев | военен |